# 조코지역
조코지역(일본어: 定光寺駅)은 일본 아이치현 가스가이시에 있는 도카이 여객철도 주오 본선의 역이다.

## 개요
산 표면의 바로 근처를 흐르는 다마노 강에 따른 절벽을 달라붙듯이 만들어진 역이지만, 옆의 고코케이역과 같은, 1시간에 몇 개 정도로 전동차가 정차해, 게다가 차로의 액세스도 비교적 용이함으로도, 비교적으로는 반드시 말하지 않는다.
그렇지만, 여관이나 호텔이 줄기를 통틀어 있는 것부터 알 수 있듯이 승강장으로부터 보는 경치는 풍광명미이며, 나고야역부터 30분 정도로 가는 비경 기분이 만끽하는 역으로서 알려지고 있다.

## 역 구조 및 승강장
상대식 승강장 2면 2선을 가지는 지상역. 국철 시대에 무인화되었던 후 한동안은 간이위탁역이 되어 역 입구 옆의 상점으로 근거리 승차권을 발매하고 있지만, 현재로는 완전히 무인역으로 되어 있다. 자동 개찰기의 설치는 없고, TOICA는 간이 개찰기에 의한 대응이다. 게다가, 러시 아워는 10량 편성의 열차도 정차한다. 하행 승강장으로는 선로 아래를 횡단하기 위해 터널부터 액세스한다. 고조지역 관리.
| 1 | ■ 주오 본선 | 상행 | 나고야 방면          |
| 2 | ■ 주오 본선 | 하행 | 다지미 · 나가노 방면 |

## 이용 현황
하루의 평균 승차 인원은 이하와 같다.
- 2004년도 - 131명
- 2005년도 - 126명
- 2006년도 - 117명
- 2007년도 - 125명
- 2008년도 - 106명
- 2009년도 - 109명

## 역 주변
- 다마노 강 (쇼나이 강)의 계곡 우안에 위치.
- 조코지
- 세토 시 조코지 공원
- 선 플레아 세토
- INAX 세토 공장

## 역사
- 1919년 5월 19일 : 일본국유철도 주오 본선의 다지미 - 고조지 간에 다마노 신호소 개설.
- 1920년 8월 15일 : 조코지 임시 승강장으로 승격, 여객영업 개시.
- 1924년 1월 1일 : 조코지역으로 승격, 하물의 취급을 개시.
- 1970년 10월 19일 : 하물의 취급을 폐지.
- 1987년 4월 1일 : 일본국유철도 분할 민영화에 의해, 도카이 여객철도의 역이 된다.
- 2006년 11월 25일 : TOICA 도입.

## 인접 역
| 도카이 여객철도 주오 본선     | 도카이 여객철도 주오 본선 | 도카이 여객철도 주오 본선 |
| ----------------------------- | ------------------------- | ------------------------- |
| 고코케이 다지미 · 나가노 방면 | ■ 주오 본선               | 고조지 나고야 방면        |